# Toni Basil

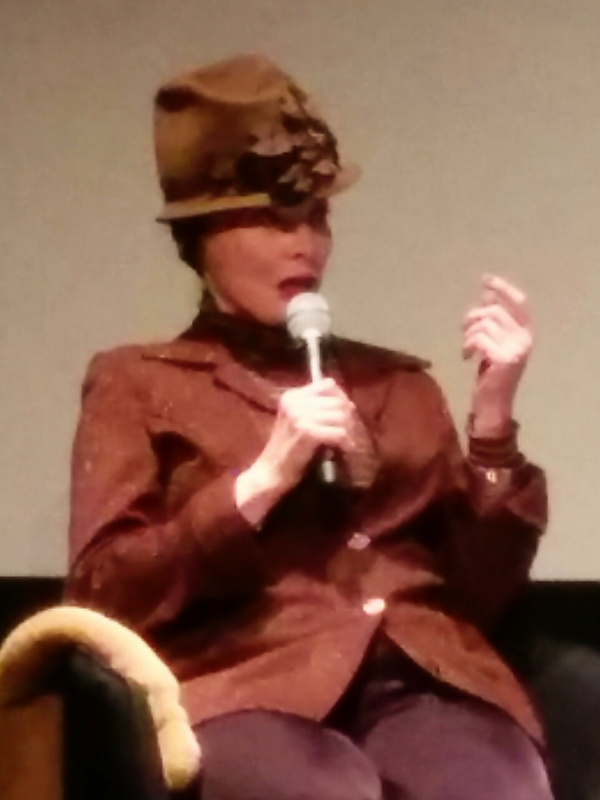
Toni Basil (2016)

Toni Basil, bürgerlicher Name Antonia Christina Basilotta (* 22. September 1943 in Philadelphia, Pennsylvania), ist eine US-amerikanische Popsängerin, Choreografin und Schauspielerin.

## Leben
Antonia Basilottas Vater war Dirigent und die Mutter eine Varieté-Artistin. Sie selbst entwickelte eine Vorliebe für das Tanzen und war an der Las Vegas High School Cheerleaderin. Nach der Schulzeit startete sie eine Karriere als Tänzerin.
Zum Film kam sie im Jahr 1964, wo sie im Konzertfilm The T.A.M.I. Show mitwirkte. Weitere Kleinrollen folgten. 1966 posierte und tanzte sie für den künstlerischen Kurzfilm Breakaway, für den sie auch ein gleichnamiges Musikstück einsang.
Der bekannteste Film, in dem Toni Basil mitwirkte, war 1969 Easy Rider, aber auch dort war es nur ein kleiner Auftritt als Prostituierte. Vielmehr wurde aus der Buchverfilmung Village of the Giants 1966, wo sie neben der Filmrolle auch die Choreografie übernahm, der Anfang einer erfolgreichen Karriere hinter den Kulissen. In American Graffiti und dem Bette-Midler-Film The Rose war sie für die Choreografie verantwortlich.
Ein Großteil ihrer Tätigkeit fand aber im Musikbereich statt. Künstler wie David Bowie, Bette Midler, Tina Turner und die Pointer Sisters unterstützte sie bei ihren Touren und Auftritten und auch bei den aufkommenden Musikvideos spielte sie eine wichtige Rolle. In dem bekannten Video zu Once in a Lifetime von den Talking Heads Anfang der 80er choreografierte sie die marionettenhaften Tanzbewegungen von David Byrne. Daraus entwickelte sich dann eine eigene Musikkarriere.
Im Jahr 1978 hatte die britische Band Racey einen Song von Nicky Chinn und Mike Chapman über ein Mädchen namens Kitty aufgenommen. Toni Basil nahm ihn zum Anlass, daraus einen Videoclip mit Cheerleadern mit dem neuen Titel Mickey zu drehen, der aber erst nach der Gründung von MTV 1981 erfolgreich wurde. Das zugehörige Video-Album Toni Basil: Word of Mouth war ebenfalls erfolgreich und brachte ihr eine Grammy-Nominierung ein. Die gleichnamige LP erreichte in den USA Gold-Status.
Allerdings erwies sich das Ganze als einmaliges Erfolgsrezept. Weitere Veröffentlichungen landeten nur noch im hinteren Chartdrittel und nach kurzer Zeit war der Ausflug in die Gesangskarriere wieder beendet. Im englischsprachigen Raum ist Mickey bis heute ein Klassiker und auch ein beliebter Cheerleader-Song.
Nach 1985 hatte Toni Basil als Choreografin für Film und Fernsehen einige Erfolge. So war sie beispielsweise für die Filme Peggy Sue hat geheiratet, Die Hochzeit meines besten Freundes, Muppets aus dem All, Natürlich blond und Natürlich blond 2 verantwortlich. 1988 erhielt sie für eine Fernsehchoreografie eine Emmy-Nominierung. 1997 wurde sie, ebenfalls für eine Fernsehfolge, mit dem American Choreography Award ausgezeichnet.

## Diskografie
Alben
- Word of Mouth (1982)
- Toni Basil (1983)

Singles
- Breakaway (1966)
- Mickey (1982)
- Nobody (1982)
- Shoppin' from A to Z (1982)
- Street Beat (1982)
- Over My Head (1983)
- Suspense (1984)
- Mickey (Jason Nevins Remix, 1999)